# Resolutie 1098 Veiligheidsraad Verenigde Naties
Resolutie 1098 van de Veiligheidsraad van de Verenigde Naties werd unaniem door de VN-Veiligheidsraad aangenomen op 27 februari 1997 en verlengde de UNAVEM III-missie in Angola met een maand.

## Achtergrond
Nadat Angola in 1975 onafhankelijk was geworden van Portugal keerden de verschillende onafhankelijkheidsbewegingen zich tegen elkaar om de macht. Onder meer Zuid-Afrika en Cuba bemoeiden zich in de burgeroorlog, tot ze zich in 1988 terugtrokken. De VN-missie UNAVEM I zag toe op het vertrek van de Cubanen. Een staakt-het-vuren volgde in 1990, en hiervoor werd de UNAVEM II-missie gestuurd. In 1991 werden akkoorden gesloten om democratische verkiezingen te houden die eveneens door UNAVEM II zouden worden waargenomen.

## Inhoud

### Waarnemingen
De vorming van een regering van nationale eenheid en verzoening liep een tweede keer vertraging op doordat UNITA zich niet aan het vastgelegde tijdsschema hield. Ook andere kwesties hadden vertraging opgelopen.

### Handelingen
De Veiligheidsraad verlengde het mandaat van de UNAVEM III-missie tot 31 maart. Bij de twee partijen werd aangedrongen snel de openstaande kwesties op te lossen en een regering te vormen. Secretaris-generaal Kofi Annan werd gevraagd hier tegen 20 maart over te rapporteren.

## Verwante resoluties
- Resolutie 1075 Veiligheidsraad Verenigde Naties (1996)
- Resolutie 1087 Veiligheidsraad Verenigde Naties (1996)
- Resolutie 1102 Veiligheidsraad Verenigde Naties
- Resolutie 1106 Veiligheidsraad Verenigde Naties

Lijst ·  1093 ·  1094 ·  1095 ·  1096 ·  1097 ·  1098 ·  1099 ·  1100 ·  1101 ·  1102 ·  1103 ·  1104 ·  1105 ·  1106 ·  1107 ·  1108 ·  1109 ·  1110 ·  1111 ·  1112 ·  1113 ·  1114 ·  1115 ·  1116 ·  1117 ·  1118 ·  1119 ·  1120 ·  1121 ·  1122 ·  1123 ·  1124 ·  1125 ·  1126 ·  1127 ·  1128 ·  1129 ·  1130 ·  1131 ·  1132 ·  1133 ·  1134 ·  1135 ·  1136 ·  1137 ·  1138 ·  1139 ·  1140 ·  1141 ·  1142 ·  1143 ·  1144 ·  1145 ·  1146